# دنيس مورغان
دنيس مورغان (بالإنجليزية: Dennis Morgan)‏ هو عسكري أمريكي، ولد في 26 يونيو 1952 في وايت بلينس في الولايات المتحدة، وتوفي في 25 أكتوبر 2015 في شرق راذرفورد في الولايات المتحدة بسبب نوبة قلبية.

## وصلات خارجية
- دنيس مورغان على موقع مرجع كرة القدم المحترفة.كوم (الإنجليزية)